# Abszolút centrális momentum
Egy valószínűségi változó abszolút centrális momentumai vagy abszolút centrált momentumai több, a változó eloszlását jellemző számértéket is takarnak. Általánosan az X valószínűségi változó k-adik abszolút centrális momentuma bármely k pozitív egész szám esetén úgy határozható meg, mint az E(|X – E(X)|k) által felvett érték (feltéve, hogy ez az érték létezik), ahol E(X) az X várható értékét jelöli.
Az X valószínűségi változó k-adik momentumának jelölésére a szakirodalomban nem szoktak külön jelölést alkalmazni, hanem mindig kiírják az E(|X – E(X)|k)-t.

## További momentumok
A valószínűségszámításban és a matematikai statisztikában más momentumok is előfordulnak, ezek közül a legfontosabbak:
- momentum,
- abszolút momentum,
- centrális momentum és
- faktoriális momentum.

## Megjegyzés
A k-adik abszolút centrális momentum kifejezés helyett szokás k-ad rendű abszolút centrális momentumot is használni.